# Spodoptera exempta
Spodoptera exempta là một loài bướm đêm trong họ Noctuidae.